# Tüschau
Tüschau ist ein Ortsteil der Gemeinde Küsten in der Samtgemeinde Lüchow (Wendland) im niedersächsischen Landkreis Lüchow-Dannenberg. Der Ort liegt 11 km nordwestlich von Lüchow in der Niederen Geest und bildet zusammen mit Saggrian ein Doppeldorf.

## Geschichte
Für 1330 ist im Lüneburger Lehnsregister erstmals das Dorf als Tuschowe erwähnt. Ein Brand vernichtete 1870 fast das ganze Dorf, es wurde am gleichen Platz wiedererrichtet. Tüschau und Saggrian wurden 1929 zu einer Gemeinde zusammengelegt und 1972 im Rahmen der Gemeindegebietsreform zu einem Ortsteil von Küsten. Tüschau gehört zur Kirchengemeinde Krummasel. Die Freiwillige Feuerwehr Tüschau schloss sich 2009 mit der Freiwilligen Feuerwehr aus Krummasel zusammen. Das Feuerwehrhaus steht in Tüschau. Der gemeinnützige Verein „Tu Was e. V.“ unterhält im Ort ein Tagungshaus.
|  | Tüschau (links) und Saggrian (rechts) |